# Помаяг
 Помаяг  — деревня в Глазовском районе Удмуртии в составе сельского поселения Понинское.

## География
Находится на расстоянии примерно 19 км на север-северо-восток по прямой от центра района города Глазов.

## История
Известна с 1873 года как починок Помаягский, где было дворов 3 и жителей 29, в 1905 году 10 и 129, в 1924 (деревня Помояг) 17 и 168 (все удмурты). С 1932 года деревня Помаяг.

## Население
Постоянное население составляло 36 человек (удмурты 81 %) в 2002 году, 22 в 2012.